# Distretto di Detva
Il distretto di Detva (in slovacco: okres Detva) è un distretto della regione di Banská Bystrica, nella Slovacchia centrale.
Fino al 1918, la maggior parte della zona appartenne alla contea di Zvolen, eccetto Látky, Podkriváň e Horný Tisovník nel sud che formavano parte della contea ungherese di Nógrád.

## Geografia antropica
Il distretto è composto da 2 città e 13 comuni:

### Città
- Detva
- Hriňová

### Comuni
- Detvianska Huta
- Dúbravy
- Horný Tisovník
- Klokoč
- Korytárky
- Kriváň
- Látky
- Podkriváň
- Slatinské Lazy
- Stará Huta
- Stožok
- Vígľaš
- Vígľašská Huta-Kalinka